# Collotheca epizootica
Collotheca epizootica är en hjuldjursart som först beskrevs av Albert Monard 1922.  Collotheca epizootica ingår i släktet Collotheca och familjen Collothecidae. Inga underarter finns listade i Catalogue of Life.